# Vascellum
Vascellum is een geslacht van schimmels behorend tot de familie Lycoperdaceae. Het geslacht werd voor het eerst in 1958 beschreven door de mycoloog František Šmarda.
De afgeplatte stuifzwam behoorde ook tot dit geslacht (Vascellum pratense) maar is later verplaatst naar Lycoperdon pratense.

## Soorten
Volgens  Index Fungorum bevat dit geslacht de volgende acht soorten (peildatum februari 2023):
| Soortnaam             | Auteur(s) | Publicatiejaar |
| --------------------- | --------- | -------------- |
| Vascellum cingulatum  | Homrich   | 1988           |
| Vascellum cuzcoense   | Homrich   | 1988           |
| Vascellum delicatum   | Homrich   | 1988           |
| Vascellum floridanum  | A.H. Sm.  | 1974           |
| Vascellum hyalinum    | Homrich   | 1988           |
| Vascellum intermedium | A.H. Sm.  | 1974           |
| Vascellum lloydianum  | A.H. Sm.  | 1974           |
| Vascellum texense     | A.H. Sm.  | 1974           |